# Poa bonariensis
Poa bonariensis là một loài cỏ trong họ hòa thảo, thuộc chi poa.